# Fri os fra det onde
Fri os fra det onde (en danès Lliureu-nos del dimoni) és una pel·lícula de terror danesa del 2009, escrita i dirigida per Ole Bornedal.

## Argument
Un conte balstirià, que probablement està fermament arrelat al sòl de Jutlàndia, però que només en termes narratius assoleix la mida de la saga. La pel·lícula està plena de personatges grotescament caricaturitzats, i fins i tot els personatges principals són pures acrobàcies publicitàries.

## Repartiment
- Lasse Rimmer – Johannes
- Lene Nystrøm – Pernille
- Jens Andersen – Lars – germà de Johannes
- Pernille Vallentin – Scarlett
- Mogens Pedersen – Ingvar
- Kurt Ravn – Weksjø
- Henrik Prip – Thomsen
- Jacob August Ottensten – Frederik
- Fanny Bornedal – Viola
- Lone Lindorff – Anna
- Bojan Navojec – Alain
- Kim Kold – Leif Christensen
- Alexandre Willaume-Jantzen – Roald
- Anders Budde Christensen – Silver
- Daniel Engstrup – Tonser
- Bob Anders Pedersen – Noller
- Helle Halsboe – Jane
- Andreas Bo Pedersen – Benny
- Torben Vadstrup – Venedor al mercat de la construcció
- Sonja Richter – Presentadora

## Recepció
La pel·lícula no va rebre molt bones crítiques. Els papers de Nystrøm i Rimmer es van comentar que "ni destacaven ni dequeien", mentre que l'actuació d'Andersen era destacada.

## Premis
Va guanyar el Premi Noves Visions al XLII Festival Internacional de Cinema Fantàstic de Catalunya.